# Raïon d'Ivanava
Le raïon d'Ivanava (en biélorusse : Івацэвіцкі раён, Ivatsevitski raïon) ou raïon d'Ivanovo (en russe : Ивановский район, Ivanovski raïon) est une subdivision de la voblast de Brest, en Biélorussie. Son centre administratif est la ville d'Ivanava.

## Géographie
Le raïon couvre une superficie de 1 551,41 km2, dans le sud de la voblast. Le raïon d'Ivanava est limité au nord par le raïon d'Ivatsevitchy, à l'est par le raïon de Pinsk, au sud par l'Ukraine (oblast de Rivne et oblast de Volhynie), et à l'ouest par le raïon de Drahitchyn.

## Histoire
Le raïon d'Ivanava fut établi le 15 janvier 1940 comme subdivision de la nouvelle voblast de Pinsk, créée le 4 décembre 1939 sur le territoire de la partie orientale de la Pologne annexée par l'Union soviétique. Après la suppression de la voblast de Pinsk, en 1954,  il fut rattaché à la voblast de Brest. En 1962, le raïon d'Ivanava fut supprimé et son territoire rattaché au raïon de Drahitchyn. Il fut rétabli le 6 janvier 1965.

## Population

### Démographie
Les résultats des recensements (*) depuis 1959 montrent une diminution continue de la population, qui s'est accélérée dans les premières années du XXIe siècle.
| 1959*  | 1970*  | 1979*  | 1989*  | 1999*  | 2009*  |
| ------ | ------ | ------ | ------ | ------ | ------ |
| 65 577 | 63 366 | 57 781 | 52 312 | 50 763 | 43 586 |

### Nationalités
Selon les résultats du recensement de 2009, la population du raïon se composait de trois nationalités principales :
- 95,52 % de Biélorusses ;
- 2,18 % d'Ukrainiens ;
- 1,80 % de Russes.

### Langues
En 2009, la langue maternelle était le biélorusse pour 80,9 % des habitants du raïon d'Ivanava et le russe pour 18,0 %. Le biélorusse était parlé à la maison par 57,56 % de la population et le russe par 40,93 %.